# 1631
| [ Edytuj tabelę ]              | |
| Król Polski                    | - 1587 Zygmunt III Waza 1632 |
| Współksiążęta Andory           | - 1627 Antonio Pérez 1633 - 1610 Ludwik XIII 1643 |
| Król Anglii i Szkocji          | - 1625 Karol I 1649 |
| Elektor Bawarii                | - 1623 Maksymilian I Bawarski 1651 |
| Elektor Brandenburgii          | - 1619 Jerzy Wilhelm 1640 |
| Sułtan Brunei                  | - 1619 Abdul Jailul Akhbar 1649 - 1625 Muhammad Ali 1660                                                                                                 |
| Cesarz Chin                    | - 1627 Chongzhen 1644 |
| Król Czech                     | - 1620 Ferdynand II Habsburg 1637 |
| Król Danii                     | - 1588 Chrystian IV 1648 |
| Dalajlama                      | - 1617 Lobsang Gjaco 1682 |
| Cesarz Etiopii                 | - 1606 Susnyjos I 1632 |
| Król Francji                   | - 1610 Ludwik XIII 1643 |
| Król Gruzji                    | - 1614 Tejmuraz I 1632 |
| Król Hiszpanii                 | - 1621 Filip IV 1665 |
| Landgraf Hesji-Kassel          | - 1627 Wilhelm V Stały 1637 |
| Stadhouder Holandii            | - 1625 Fryderyk Henryk Orański 1647 |
| Szach Iranu                    | - 1629 Safi I 1642 |
| Państwo Wielkich Mogołów       | - 1627 Szahdżahan 1658 |
| Król Irlandii                  | - 1625 Karol I Stuart 1649 |
| Cesarz Japonii                 | - 1629 Meishō 1643 |
| Kalif                          | - 1623 Murad IV 1640 |
| Patriarcha Konstantynopola     | - 1623 Cyryl Lukaris 1633 |
| Władca Korei                   | - 1623 Injo 1649 |
| Książę Kurlandii i Semigalii   | - 1587 Fryderyk Kettler 1642 |
| Książę Liechtensteinu          | - 1627 Karol Euzebiusz 1684 |
| Książę Monako                  | - 1612 Honoriusz II 1662 |
| Król Nawarry                   | - 1610 Ludwik XIII 1643 |
| Król Norwegii                  | - 1588 Chrystian IV 1648 |
| Sułtan Omanu                   | - 1624 Nasir ibn Murszid 1649 |
| Elektor Palatynatu             | - 1623 Maksymilian I Bawarski 1648 |
| Papież                         | - 1623 Urban VIII 1644 |
| Książę Parmy i Piacenzy        | - 1622 Edward I 1646 |
| Król Portugalii                | - 1621 Filip III 1640 |
| Książę w Prusach               | - 1620 Jerzy Wilhelm 1640 |
| Car Rosji                      | - 1613 Michał I 1645 |
| Cesarz Rzymski (niemiecki)     | - 1619 Ferdynand II Habsburg 1637 |
| Kapitanowie Regenci San Marino | - 1630 Belluzzo Belluzzi Rinaldo Ranieri 1631 - 1631 Melchiorre Maggio Belluzzi Pier Antonio Giangi 1631 - 1631 Fulgenzio Maccioni Vincenzo Zampini 1632 |
| Elektor Saksonii               | - 1611 Jan Jerzy I Wettyn 1656 |
| Król Szwecji                   | - 1611 Gustaw II Adolf 1632 |
| Król Tajlandii                 | - 1630 Prasat Thong 1655 |
| Sułtan Turków                  | - 1623 Murad IV 1640 |
| Doża Wenecji                   | - 1630 Nicolò Contarini 1631 - 1631 Francesco Erizzo 1646                                                                                                |
| Król Węgier                    | - 1619 Ferdynand III 1637 |
| Książęta Wirtembergii          | - 1628 Eberhard III 1674 |

Rok 1631 / MDCXXXI
stulecia: XVI wiek ~
XVII wiek ~
XVIII wiek

lata: 1621 «
1626 «
1627 «
1628 «
1629 «
1630 «
1631
» 1632
» 1633
» 1634
» 1635
» 1636
» 1641

## Wydarzenia w Polsce
- 23 stycznia – wojna trzydziestoletnia: zawarto sojusz szwedzko-francuski w Bärwalde (Mieszkowicach).
- 29 stycznia – w Warszawie rozpoczął obrady sejm zwyczajny[1].

- Ustalono wysokość główszczyzny chłopskiej na 100 grzywien.

## Wydarzenia na świecie
- 20 lutego – późniejszy cesarz Niemiec Ferdynand III Habsburg poślubił księżniczkę Marię Annę Habsburg, córkę króla Hiszpanii Filipa III Habsburga.
- 2 marca – w Rzymie odbyła się premiera opery „Święty Aleksy” Stefano Landiego.
- 6 kwietnia – we Włoszech zakończyła się wojna o sukcesję mantuańską.
- 20 maja – wojna trzydziestoletnia: wojska Cesarstwa dowodzone przez generała Johana von Tilly’ego i księcia Gottfrieda Heinricha von Pappenheima złupiły zdobyty Magdeburg i dokonały masakry ludności cywilnej, w wyniku której śmierć poniosło ok. 20 tys. osób.
- 20 czerwca – algierscy piraci zaatakowali wioskę Baltimore na zachodzie Irlandii i wzięli do niewoli ponad 100 angielskich osadników i Irlandczyków.
- 12 i 13 września – wojna osiemdziesięcioletnia: hiszpańska flota została przechwycona i prawie całkowicie zniszczona przez holenderską flotę w bitwie pod Slaak.
- 17 września – wojna trzydziestoletnia: Gustaw II Adolf na czele armii szwedzkiej pokonał wojska Cesarstwa w bitwie pod Breitenfeld.
- 10 października – wojna trzydziestoletnia: armia saksońska zajęła Pragę.
- 7 grudnia – pierwsze przewidziane (przez Johannesa Keplera) przejście Wenus na tle tarczy Słońca.
- 16 grudnia – erupcja Wezuwiusza.

## Urodzili się
- 18 maja – Stanisław Papczyński, polski pijar, założyciel marianów, święty katolicki (zm. 1701)
- 29 września – Johann Heinrich Roos, niemiecki malarz (zm. 1685)
- 4 listopada – Maria Henrietta Stuart, księżniczka angielska, księżna Oranii-Nassau (zm. 1660)
- 17 listopada – Marek z Aviano, włoski kapucyn, błogosławiony katolicki (zm. 1699)
- 19 grudnia - Dymitr Jerzy Wiśniowiecki, polski książę, polityk (zm. 1682)

## Zmarli
- 15 lutego – Magdalena Mortęska, Ksieni Kongregacji Chełmińskiej, Wielka Reformatorka reguły św. Benedykta (ur. około 1554)
- 3 marca – Tomasz Acerbis, włoski kapucyn, błogosławiony katolicki (ur. 1563)
- 5 marca – Stefan Potocki, wojewoda bracławski, pisarz polny koronny, generał podolski (ur. 1568)
- 31 marca – John Donne, poeta wczesnego angielskiego baroku, twórca „szkoły metafizycznej” (ur. 1572)
- 24 maja – Jan de Prado, hiszpański franciszkanin, misjonarz, męczennik, błogosławiony katolicki (ur. 1563)
- po 21 czerwca – Seweryn Bączalski, poeta, publicysta polityczny, szlachcic
- 10 lipca – Konstancja Habsburżanka, królowa Polski i Szwecji, druga żona Zygmunta III Wazy (ur. 1588)
- 17 lipca – Mumtaz Mahal, koronowana cesarzowa Indii (ur. 1593)
- 9 grudnia – Liboriusz Wagner, niemiecki ksiądz katolicki, męczennik, błogosławiony (ur. 1593)

- data dzienna nieznana: 
  - Anastazy – prawosławny metropolita mołdawski (ur. około połowy XVI w.)

## Zdarzenia astronomiczne
- 7 grudnia – przejście Wenus na tle tarczy słonecznej[2]

## Święta ruchome
- Tłusty czwartek: 27 lutego
- Ostatki: 4 marca
- Popielec: 5 marca
- Niedziela Palmowa: 13 kwietnia
- Wielki Czwartek: 17 kwietnia
- Wielki Piątek: 18 kwietnia
- Wielka Sobota: 19 kwietnia
- Wielkanoc: 20 kwietnia
- Poniedziałek Wielkanocny: 21 kwietnia
- Wniebowstąpienie Pańskie: 29 maja
- Zesłanie Ducha Świętego: 8 czerwca
- Boże Ciało: 19 czerwca

## Przypisy

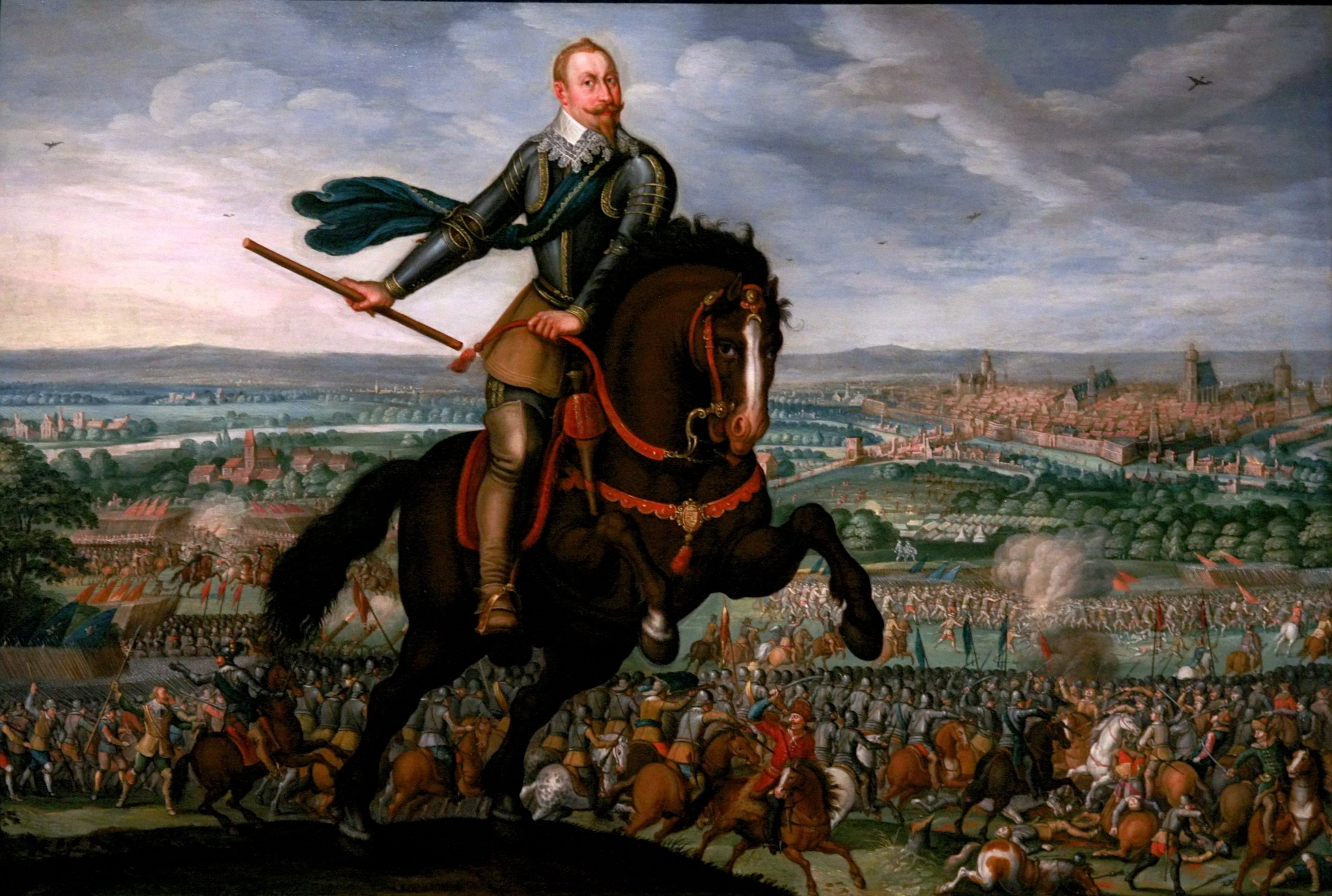
Gustaw II Adolf zwyciężył w bitwie pod Breitenfeld

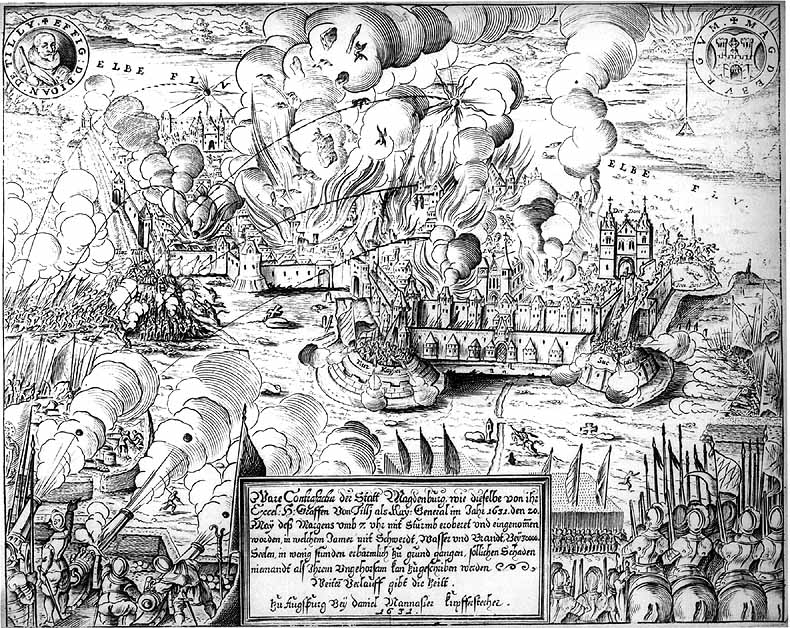
Podbicie Magdeburga przez wojska cesarskie

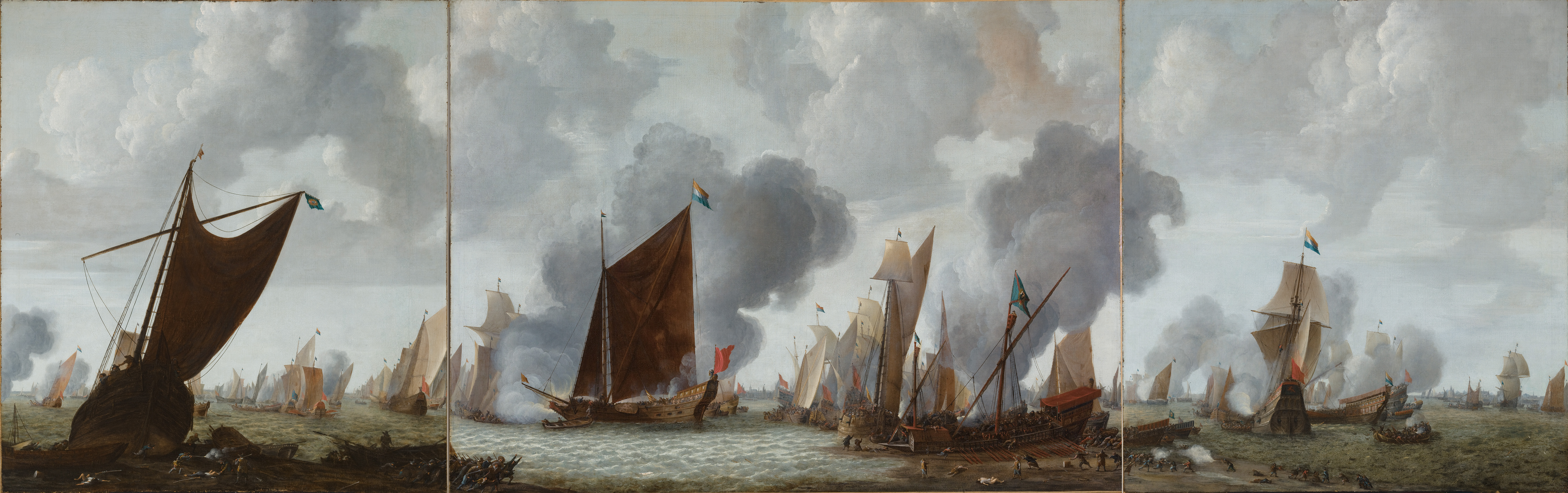
Holenderskie i hiszpańskie okręty w bitwie pod Slaak